# Fiona Zedde
Fiona Zedde (sinh ngày 24 tháng 1 năm 1976) là bút danh của nhà văn tiểu thuyết người Mỹ gốc Jamaica Fiona Lewis. Cuốn tiểu thuyết năm 2005 của cô, Bliss, là người vào chung kết Giải thưởng văn học Lambda cho tiểu thuyết đồng tính nữ début.

## Lý lịch
Lewis được sinh ra tại Hampton Court, Jamaica, năm 1976, là con một của Dorothy Lindsay và Danny Lewis. Năm mười hai tuổi, cô chuyển đến Hoa Kỳ với mẹ và sống ở đó kể từ đó. Cô đã nhận được một MFA bằng văn bản sáng tạo từ Đại học bang San Diego.
Zedde là tác giả của sáu cuốn tiểu thuyết: Bliss, A Taste of Sin, Every Dark Desire, Hungry for It, Dangerous Pleasure, and Broken in Soft Soft. Cô cũng đã viết ba cuốn tiểu thuyết: Niềm vui thuần khiết, Đi hoang dã và Thu hút tình dục được xuất bản trong các bộ sưu tập Thỏa mãn tôi, Thỏa mãn tôi lần nữa và Thỏa mãn tôi tối nay. Cuốn tiểu thuyết đầu tiên của cô, Bliss , và thứ ba, Every Dark Desire , đều là chung kết cho Giải thưởng văn học Lambda. Cuốn tiểu thuyết thứ bảy của cô, Desire at Dawn, sẽ được xuất bản vào tháng 6 năm 2014.